# Scaphander dilatatus
Scaphander dilatatus is een slakkensoort uit de familie van de Scaphandridae. De wetenschappelijke naam van de soort is voor het eerst geldig gepubliceerd in 1862 door A. Adams.